# كوثرية السياد
كوثرية السياد بلدة لبنانية تقع في منطقة جبل عامل من جنوب لبنان وتتبع لقضاء صيدا، تحدها قرى الغسانية والشرقية والنميرية وتفاحتا والخرطوم. ترتفع حوالي ال 300 متر عن سطح البحر. وتقسم كوثرية السياد إلى عدّة أحياء أهمّها: حي الزاروب والبياضة وحي المرج وحي فوق البركة. وتمتاز القرية بوجود وادي الخماعية الشهير فيها, كذلك البراك وبصفور. لكوثرية السياد 5 مداخل و أبرز الطرق المؤدية إليها : خط العاقبية فالبيسارية وقعقعية الصنوبر والغسانية فالكوثرية. وطريق مهم آخر يمتد من مدينة النبطية مرورا بالدوير والشرقية فالكوثرية. اشتهرت بمدارسها الحوزوية الدينية التي خرجت عددا من العلماء.
تبعد كوثرية السياد حوالي 67 كلم (41.6338 مي) عن بيروت عاصمة لبنان. ترتفع حوالي 300 م (1) (984.3 قدم - 328.08 يارد) عن سطح البحر وتمتد على مساحة تُقدَّر بـ 668 هكتاراً (6.68 كلم²- 2.57848 مي² (2)).
ومن العائلات المتواجدة في القرية: دياب وحاج علي وسنان ونصار وصالح وإبراهيم وموسى وكركي ومكي وعباس والشامي وحماده وعبد الله وبدران ويوسف وإسماعيل والسيد وكجك وقاسم وأحمد ودرويش ومحسن وحسن وحلال وهاشم وفاضل ويعقوب وباقر.
اشهر معالمها: حديقة الكوثر في مشروع تاج الدين، حديقة الإمام موسى الصدر في مشروع حطيط، كافيه موسى على الطريق الرئيسي و غيرها.
تم استهدافها من قبل العدو الإسرائيلي اكثر من مرة فكانت اول غارة في تاريخ ٢٣/٠٩/٢٠٢٤، راح ضحيتها عدد من الشهداء من بينهم مديرة مدرسة كوثرية السيّاد الرسمية الشهيدة المعلمة سوزي أحمد كجك و والديها (احمد و هيفا) و اختها فرح و زوج اختها الشهيد الدكتور علي مكي و بنات اختها (فاطمة و جود)، ثم تم قصفها عدة مرات خلال الحرب و استشهد عدد من المواطنين و منهم الشهيد حسن محمد اسماعيل و الشهيد علي الرضا ناصر منصور (مواجهات) و الشهيد علي ابراهيم (مواجهات) و الشهيد حسن يونس (مواجهات) و الشهيد خليل كركي (مواجهات).